# 奄美群島選挙区
奄美群島選挙区（あまみぐんとうせんきょく）は、1953年から1992年まで設置されていた日本の衆議院議員総選挙における選挙区である。当時は中選挙区制で行われていた衆議院議員総選挙において、唯一1人区として置かれていた選挙区であった。

## 概要
奄美群島地域が1953年12月25日に日本本土へ復帰した際、「奄美群島の復帰に伴う法令の適用の暫定措置等に関する法律」に基づき設置された選挙区である。定数1は当時の衆議院で唯一の小選挙区制で、保守系候補の間で激しい選挙戦が続けられた事でも知られた。そのため、投票率は極めて高くなっていた。特に、後述するような「保徳戦争」が勃発した1980年代から1990年代には、当該地域の投票率が90％を超えることも珍しくなかった。1992年12月の公職選挙法改正で消滅した。
現在の小選挙区制においては鹿児島県第2区となっている。

## 区域
1992年（平成4年）の公職選挙法改正により、名瀬市及び大島郡は「当分の間鹿児島県第1区に属する」とされたことで消滅した。
1975年（昭和50年）の公職選挙法改正当時の区域は以下のとおりである（定数1）。
- 名瀬市
- 大島郡

1964年（昭和39年）の公職選挙法改正当時の区域は以下のとおりである（定数1）。
- 名瀬市
- 大島郡（三島村及び十島村の区域を除く）

## 特徴・情勢
第二次世界大戦終結後、1946年2月に鹿児島県から分離されてアメリカ合衆国の軍政統治（アメリカ合衆国による沖縄統治）下に置かれた鹿児島県大島支庁管内は、鹿児島県第3区に属するものとされていたが、日本国憲法の施行に合わせて行われた1947年4月の第23回衆議院議員総選挙ではその実施が不可能だった。その後、奄美群島は臨時北部南西諸島政庁や奄美群島政府を経て琉球政府の統治地域となり、1952年3月2日には同政府立法院の第1回総選挙も行われたが、経済的困窮や飢餓の危機にも直面した住民は「島ぐるみ闘争」と呼ばれる強力な日本復帰運動を展開し、1953年12月25日に日本本土復帰（日本政府による統治権の復活）が実現した。この本土復帰を準備するために奄美群島復帰に伴う暫定措置法が制定され、暫定的に奄美群島区として定数1の選挙区がおかれた。1925年の普通選挙法制定以後は中選挙区制で行われていた当時の日本の衆議院議員総選挙では唯一の1人区であり、奄美群島区のみ小選挙区制で行われる事になった。
奄美群島区では下表のように激しい選挙が繰り広げられ、米軍統治前では最後となる1942年の第21回総選挙で鹿児島県第3区から当選していた宗前清を再選挙で逆転して最初の当選者となった保岡武久と、1972年の第33回総選挙でこの父の地盤を引き継いだ保岡興治はこの選挙区での中心的存在となった。これに対し参議院議員から転じた伊東隆治や、選挙区内唯一の市だった名瀬市の市長だった豊永光らが同じ保守系候補として挑み、特に伊東は1968年の死去まで議席を維持した。豊の引退後は保岡興治による実質的な「無風」状態がしばらく続いたが、1983年の第37回総選挙で徳之島出身の徳田虎雄が出馬すると、一転して「保徳戦争」と呼ばれる全国有数の大激戦区となった。父の代から農漁業を中心とした手厚い保守地盤を持ち、与党である自由民主党の公認候補、特に当時権勢を誇った田中派の所属議員として中央との強いつながりを示す保岡と、自身が理事長を務める徳洲会グループの展開で離島での医療体制を大きく改善し、地域住民から強い支持を得ながら保守系無所属として保岡に挑戦する徳田の対決は壮絶なものとなり、買収・中傷・脅迫などの選挙違反や選挙結果を予想した賭博による逮捕者が続出し、「死人が出る」とまで言われるほどの汚い選挙戦が行われる場所として知られていた。これは町村長・町村議会選挙にまで及び、島は保岡派と徳田派で二分され、お互いが尾行や見張り小屋の設置を行う事態となった。
このため、1980年代後半から始められて1994年成立の政治改革四法に至る小選挙区制導入の議論の際には、「選挙区の縮小による選挙費用の縮小」「得票数の過半数を得るための広範な民意の体現、特定の利権集団の排除」という小選挙区導入の目的について、反対派からこの奄美群島選挙区が引き合いに出され、そういったことが不可能な実例とされた。これに対し、保岡興治本人は、定数１であるにもかかわらず政党が候補者を一本化せず、保守同士の対決を容認している。つまり「定数１の中選挙区として運用している」ことが問題の根源であるとし、小選挙区導入に賛成の論陣を張った。
この激戦に埋没して、左派・革新政党は議席を奪えなかった。本土復帰時には左右分裂中だった日本社会党は、右派社会党が1952年に名瀬市長に当選していた泉芳朗を擁立した。泉は奄美大島日本復帰協議会の初代議長として非暴力主義による日本復帰運動を主導した実績を持ち、最初の選挙では2位につけたが、再選挙で敗れた。その後の各選挙でも社会党候補は当選できず、1976年の第34回総選挙以降は社会党が公認候補擁立を見送った。アメリカ統治時代に組織された非合法の奄美共産党を吸収した日本共産党は、復帰時の選挙で中村安太郎を奄美共産党の合法部門である奄美大島社会民主党から、次の1955年の第27回総選挙では共産党自身から立候補させたが、いずれも最下位に終わった。1960年の第29回総選挙からは連続して公認候補を立て、保岡興治との一騎討ちとなった第36回総選挙の島長国積は1万5千票近くを獲得したが、徳田の出馬で激戦となった次の第37回総選挙では得票数・得票率共に10分の1以下となった。民社党と公明党の中道2党は奄美群島選挙区での公認擁立を一度も行わなかった。
激しい選挙戦で知られた奄美群島選挙区だったが、離島という特性上、選挙区内の人口は少なかった。このため、1992年の公職選挙法改正で行われた「9増10減」による「定数是正」の際、奄美群島選挙区を単独で維持する事は不可能となり、その廃止が決まった。その際の統合先は、奄美群島も属している大隅国である鹿児島県東部や種子島・屋久島などで構成され、1947年の公職選挙法制定時には将来の帰属が明記されていた鹿児島県第3区ではなく、各島との交通網が整備された県庁所在地の鹿児島市を含む鹿児島県第1区となり、「保徳戦争」もそのまま持ち越される事になった。
なお、戦前に小選挙区制で実施された第1回（1890年） - 第6回総選挙（1898年）では本選挙区と同一区域を鹿児島県第7区、第14回（1920年） - 第15回総選挙（1924年）では鹿児島県第8区としていた。

## 選出議員
| 選挙名                                 | 年     | 当選者   | 党派       |
| -------------------------------------- | ------ | -------- | ---------- |
| 奄美群島復帰に伴う暫定措置法に基く選挙 | 1954年 | なし     | なし       |
| 再選挙                                 | 1954年 | 保岡武久 | 自由党     |
| 第27回衆議院議員総選挙                 | 1955年 | 伊東隆治 | 日本民主党 |
| 第28回衆議院議員総選挙                 | 1958年 | 保岡武久 | 無所属     |
| 第29回衆議院議員総選挙                 | 1960年 | 保岡武久 | 自由民主党 |
| 第30回衆議院議員総選挙                 | 1963年 | 伊東隆治 | 無所属     |
| 第31回衆議院議員総選挙                 | 1967年 | 伊東隆治 | 自由民主党 |
| 第31回衆議院議員補欠選挙               | 1968年 | 保岡武久 | 自由民主党 |
| 第32回衆議院議員総選挙                 | 1969年 | 豊永光   | 無所属     |
| 第33回衆議院議員総選挙                 | 1972年 | 保岡興治 | 無所属     |
| 第34回衆議院議員総選挙                 | 1976年 | 保岡興治 | 自由民主党 |
| 第35回衆議院議員総選挙                 | 1979年 | 保岡興治 | 自由民主党 |
| 第36回衆議院議員総選挙                 | 1980年 | 保岡興治 | 自由民主党 |
| 第37回衆議院議員総選挙                 | 1983年 | 保岡興治 | 自由民主党 |
| 第38回衆議院議員総選挙                 | 1986年 | 保岡興治 | 自由民主党 |
| 第39回衆議院議員総選挙                 | 1990年 | 徳田虎雄 | 無所属     |

## 選挙結果
時の内閣：第1次海部内閣 解散日：1990年1月24日 公示日：1990年2月3日
当日有権者数：10万5893人 最終投票率：93.85%（前回比：0.59%） （全国投票率：73.31%（1.91%））
| 当落 | 候補者名 | 年齢 | 所属党派   | 新旧 | 得票数   | 得票率 | 惜敗率 | 推薦・支持 | 重複 |
| ---- | -------- | ---- | ---------- | ---- | -------- | ------ | ------ | ---------- | ---- |
| 当   | 徳田虎雄 | 52   | 無所属     | 新   | 49,591票 | 50.36% | ――     |            | ×    |
|      | 保岡興治 | 50   | 自由民主党 | 前   | 47,446票 | 48.19% | 95.67% |            |      |
|      | 島長国積 | 42   | 日本共産党 | 新   | 1,428票  | 1.45%  | 2.88%  |            |      |

時の内閣：第2次中曽根内閣第2次改造内閣 解散日：1986年6月2日 公示日：1986年6月21日
当日有権者数：10万7998人 最終投票率：93.26%（前回比：1.46%） （全国投票率：71.40%（3.46%））
| 当落 | 候補者名 | 年齢 | 所属党派   | 新旧 | 得票数   | 得票率 | 惜敗率 | 推薦・支持 | 重複 |
| ---- | -------- | ---- | ---------- | ---- | -------- | ------ | ------ | ---------- | ---- |
| 当   | 保岡興治 | 47   | 自由民主党 | 前   | 50,965票 | 51.16% | ――     |            |      |
|      | 徳田虎雄 | 48   | 無所属     | 新   | 47,424票 | 47.60% | 93.05% |            | ×    |
|      | 島長国積 | 39   | 日本共産党 | 新   | 1,235票  | 1.24%  | 2.42%  |            |      |

時の内閣：第1次中曽根内閣 解散日：1983年11月28日 公示日：1983年12月3日
当日有権者数：10万9356人 最終投票率：91.80%（前回比：12.77%） （全国投票率：67.94%（6.63%））
| 当落 | 候補者名 | 年齢 | 所属党派   | 新旧 | 得票数   | 得票率 | 惜敗率 | 推薦・支持 | 重複 |
| ---- | -------- | ---- | ---------- | ---- | -------- | ------ | ------ | ---------- | ---- |
| 当   | 保岡興治 | 44   | 自由民主党 | 前   | 49,643票 | 49.83% | ――     |            |      |
|      | 徳田虎雄 | 45   | 無所属     | 新   | 48,538票 | 48.72% | 97.77% |            | ×    |
|      | 島長国積 | 36   | 日本共産党 | 新   | 1,448票  | 1.45%  | 2.92%  |            |      |

時の内閣：第2次大平内閣 解散日：1980年5月19日 公示日：1980年6月2日
当日有権者数：10万7619人 最終投票率：79.03%（前回比：4.58%） （全国投票率：74.57%（7.56%））
| 当落 | 候補者名 | 年齢 | 所属党派   | 新旧 | 得票数   | 得票率 | 惜敗率 | 推薦・支持 | 重複 |
| ---- | -------- | ---- | ---------- | ---- | -------- | ------ | ------ | ---------- | ---- |
| 当   | 保岡興治 | 41   | 自由民主党 | 前   | 64,789票 | 81.26% | ――     |            |      |
|      | 島長国積 | 33   | 日本共産党 | 新   | 14,940票 | 18.74% | 23.06% |            |      |

時の内閣：第1次大平内閣 解散日：1979年9月7日 公示日：1979年9月17日
当日有権者数：10万7417人 最終投票率：74.45%（前回比：8.71%） （全国投票率：68.01%（5.44%））
| 当落 | 候補者名 | 年齢 | 所属党派   | 新旧 | 得票数   | 得票率 | 惜敗率 | 推薦・支持 | 重複 |
| ---- | -------- | ---- | ---------- | ---- | -------- | ------ | ------ | ---------- | ---- |
| 当   | 保岡興治 | 40   | 自由民主党 | 前   | 65,651票 | 84.37% | ――     |            |      |
|      | 島長国積 | 32   | 日本共産党 | 新   | 12,165票 | 15.63% | 18.53% |            |      |

時の内閣：三木内閣 解散日： 公示日：1976年11月15日
当日有権者数：10万4340人 最終投票率：83.16%（前回比：0.23%） （全国投票率：73.45%（1.69%））
| 当落 | 候補者名 | 年齢 | 所属党派   | 新旧 | 得票数   | 得票率 | 惜敗率 | 推薦・支持 | 重複 |
| ---- | -------- | ---- | ---------- | ---- | -------- | ------ | ------ | ---------- | ---- |
| 当   | 保岡興治 | 37   | 自由民主党 | 現   | 48,430票 | 56.51% | ――     |            |      |
|      | 豊永光   | 60   | 無所属     | 元   | 31,580票 | 36.85% | 65.21% |            | ×    |
|      | 崎田実芳 | 48   | 日本共産党 | 新   | 5,695票  | 6.64%  | 11.76% |            |      |

時の内閣：第1次田中角栄内閣 解散日：1972年11月13日 公示日：1972年11月13日
当日有権者数：10万996人 最終投票率：83.39%（前回比：2.38%） （全国投票率：71.76%（3.25%））
| 当落 | 候補者名 | 年齢 | 所属党派   | 新旧 | 得票数   | 得票率 | 惜敗率 | 推薦・支持 | 重複 |
| ---- | -------- | ---- | ---------- | ---- | -------- | ------ | ------ | ---------- | ---- |
| 当   | 保岡興治 | 33   | 無所属     | 新   | 38,305票 | 45.99% | ――     |            | ×    |
|      | 豊永光   | 56   | 自由民主党 | 前   | 30,086票 | 36.12% | 78.54% |            |      |
|      | 米倉文吉 | 40   | 日本社会党 | 新   | 11,996票 | 14.40% | 31.32% |            |      |
|      | 橋口護   | 46   | 日本共産党 | 新   | 2,906票  | 3.49%  | 7.59%  |            |      |

時の内閣：第2次佐藤内閣 解散日：1969年12月2日 公示日：1969年12月7日
当日有権者数：10万3090人 最終投票率：81.01%（前回比：0.43%） （全国投票率：68.51%（5.48%））
| 当落 | 候補者名   | 年齢 | 所属党派   | 新旧 | 得票数   | 得票率 | 惜敗率 | 推薦・支持 | 重複 |
| ---- | ---------- | ---- | ---------- | ---- | -------- | ------ | ------ | ---------- | ---- |
| 当   | 豊永光     | 53   | 無所属     | 新   | 33,108票 | 40.07% | ――     |            | ×    |
|      | 保岡武久   | 67   | 自由民主党 | 前   | 30,405票 | 36.80% | 91.84% |            |      |
|      | 伊東佑起子 | 41   | 無所属     | 新   | 15,926票 | 19.28% | 48.10% |            | ×    |
|      | 橋口護     | 43   | 日本共産党 | 新   | 3,181票  | 3.85%  | 9.61%  |            |      |

第31回衆議院議員補欠選挙
1968年（昭和43年）5月12日執行
時の内閣： 解散日： 公示日：
当日有権者数：--人 最終投票率：81.44%（前回比：4.21%） （全国投票率：）
| 当落 | 候補者名 | 年齢 | 所属党派   | 新旧 | 得票数   | 得票率 | 惜敗率 | 推薦・支持 | 重複 |
| ---- | -------- | ---- | ---------- | ---- | -------- | ------ | ------ | ---------- | ---- |
| 当   | 保岡武久 | 65   | 無所属     | 元   | 29,404票 | 35.37% | ――     |            | ×    |
|      | 豊永光   | 51   | 無所属     | 新   | 26,593票 | 31.99% | 90.44% |            | ×    |
|      | 笠井純一 | 62   | 自由民主党 | 新   | 24,167票 | 29.07% | 82.19% |            |      |
|      | 橋口護   | 42   | 日本共産党 | 新   | 2,974票  | 3.58%  | 10.11% |            |      |

時の内閣：第1次佐藤内閣 解散日：1966年12月27日 公示日：1967年1月8日
当日有権者数：10万1527人 最終投票率：85.65%（前回比：6.45%） （全国投票率：73.99%（2.85%））
| 当落 | 候補者名 | 年齢 | 所属党派   | 新旧 | 得票数   | 得票率 | 惜敗率 | 推薦・支持 | 重複 |
| ---- | -------- | ---- | ---------- | ---- | -------- | ------ | ------ | ---------- | ---- |
| 当   | 伊東隆治 | 68   | 自由民主党 | 前   | 36,133票 | 42.30% | ――     |            |      |
|      | 保岡武久 | 64   | 無所属     | 元   | 26,883票 | 31.47% | 74.40% |            | ×    |
|      | 豊永光   | 50   | 無所属     | 新   | 18,611票 | 21.79% | 51.51% |            | ×    |
|      | 橋口護   | 40   | 日本共産党 | 新   | 3,789票  | 4.44%  | 10.49% |            |      |

時の内閣：第2次池田内閣 解散日：1963年10月23日 公示日：1963年10月31日
当日有権者数：10万8249人 最終投票率：79.20%（前回比：0.88%） （全国投票率：71.14%（2.37%））
| 当落 | 候補者名 | 年齢 | 所属党派   | 新旧 | 得票数   | 得票率 | 惜敗率 | 推薦・支持 | 重複 |
| ---- | -------- | ---- | ---------- | ---- | -------- | ------ | ------ | ---------- | ---- |
| 当   | 伊東隆治 | 65   | 無所属     | 元   | 38,142票 | 45.07% | ――     |            | ×    |
|      | 保岡武久 | 60   | 自由民主党 | 前   | 35,683票 | 42.16% | 93.55% |            |      |
|      | 土岐直通 | 47   | 日本社会党 | 新   | 7,581票  | 8.96%  | 19.88% |            |      |
|      | 白畑三蔵 | 39   | 日本共産党 | 新   | 3,223票  | 3.81%  | 8.45%  |            |      |

時の内閣：第1次池田内閣 解散日：1960年10月24日 公示日：1960年10月30日
当日有権者数：11万3218人 最終投票率：80.08%（前回比：1.96%） （全国投票率：73.51%（3.48%））
| 当落 | 候補者名 | 年齢 | 所属党派   | 新旧 | 得票数   | 得票率 | 惜敗率 | 推薦・支持 | 重複 |
| ---- | -------- | ---- | ---------- | ---- | -------- | ------ | ------ | ---------- | ---- |
| 当   | 保岡武久 | 57   | 自由民主党 | 前   | 41,638票 | 46.73% | ――     |            |      |
|      | 伊東隆治 | 62   | 自由民主党 | 元   | 36,398票 | 40.85% | 87.42% |            |      |
|      | 川上嘉   | 51   | 日本社会党 | 新   | 7,303票  | 8.20%  | 17.54% |            |      |
|      | 久留義三 | 43   | 日本共産党 | 新   | 3,759票  | 4.22%  | 9.03%  |            |      |

時の内閣：第1次岸内閣 解散日：1958年4月25日 公示日：1958年5月1日
当日有権者数：11万912人 最終投票率：82.04%（前回比：0.42%） （全国投票率：76.99%（1.15%））
| 当落 | 候補者名 | 年齢 | 所属党派   | 新旧 | 得票数   | 得票率 | 惜敗率 | 推薦・支持 | 重複 |
| ---- | -------- | ---- | ---------- | ---- | -------- | ------ | ------ | ---------- | ---- |
| 当   | 保岡武久 | 55   | 無所属     | 元   | 35,222票 | 39.03% | ――     |            | ×    |
|      | 伊東隆治 | 59   | 自由民主党 | 前   | 30,795票 | 34.12% | 87.43% |            |      |
|      | 泉芳朗   | 53   | 日本社会党 | 新   | 24,232票 | 26.85% | 68.80% |            |      |

時の内閣：第1次鳩山一郎内閣 解散日：1955年1月24日 公示日：1955年2月1日
当日有権者数：10万8235人 最終投票率：82.46%（前回比：0.23%） （全国投票率：75.84%（1.62%））
| 当落 | 候補者名   | 年齢 | 所属党派   | 新旧 | 得票数   | 得票率 | 惜敗率 | 推薦・支持 | 重複 |
| ---- | ---------- | ---- | ---------- | ---- | -------- | ------ | ------ | ---------- | ---- |
| 当   | 伊東隆治   | 56   | 日本民主党 | 新   | 37,872票 | 42.91% | ――     |            |      |
|      | 保岡武久   | 52   | 自由党     | 前   | 24,134票 | 27.35% | 63.73% |            |      |
|      | 金井正夫   | 63   | 日本民主党 | 元   | 17,231票 | 19.52% | 45.50% |            |      |
|      | 中村安太郎 | -    | 日本共産党 | 新   | 9,015票  | 10.22% | 23.80% |            |      |

奄美群島復帰に伴う暫定措置法に基く選挙 
　補欠選挙再選挙
時の内閣： 解散日： 公示日：
当日有権者数：10万9826人 最終投票率：82.69%（前回比：--%） （全国投票率：）
| 当落 | 候補者名   | 年齢 | 所属党派           | 新旧 | 得票数   | 得票率 | 惜敗率 | 推薦・支持 | 重複 |
| ---- | ---------- | ---- | ------------------ | ---- | -------- | ------ | ------ | ---------- | ---- |
| 当   | 保岡武久   | 51   | 自由党             | 新   | 24,956票 | 27.79% | ――     |            |      |
|      | 伊東隆治   | 55   | 改進党             | 新   | 20,706票 | 23.06% | 82.97% |            |      |
|      | 宗前清     | 56   | 自由党             | 元   | 20,176票 | 22.47% | 80.85% |            |      |
|      | 泉芳朗     | 49   | 右派社会党         | 新   | 17,874票 | 19.91% | 71.62% |            |      |
|      | 中村安太郎 | -    | 奄美大島社会民主党 | 新   | 6,080票  | 6.77%  | 24.36% |            |      |

奄美群島復帰に伴う暫定措置法に基く選挙
補欠選挙本選
1954年（昭和29年）2月15日執行

当日有権者数：人 　投票率：-%（前回比：）
| 当落 | 候補者名   | 年齢 | 所属党派           | 新旧別 | 得票数   | 得票率 |
| ---- | ---------- | ---- | ------------------ | ------ | -------- | ------ |
|      | 宗前清     | 56   | 自由党             | 元     | 18,741票 | 20.69% |
|      | 泉芳朗     | 48   | 右派社会党         | 新     | 15,763票 | 17.41% |
|      | 保岡武久   | 51   | 自由党             | 新     | 14,565票 | 16.08% |
|      | 金井正夫   | 62   | 無所属             | 元     | 12,341票 | 13.63% |
|      | 伊東隆治   | 55   | 改進党             | 新     | 11,593票 | 12.80% |
|      | 西田当元   | -    | 無所属             | 新     | 8,675票  | 9.58%  |
|      | 山元亀次郎 | 59   | 無所属             | 元     | 6,126票  | 6.76%  |
|      | 中村安太郎 | -    | 奄美大島社会民主党 | 新     | 2,758票  | 3.05%  |

奄美群島区としての最初の選挙になる1954年2月15日の「奄美群島復帰に伴う暫定措置法に基く選挙」では、8人の候補が立候補し法定得票数を得た候補が1人も出なかったため再選挙となった。